# Pfreimd
Pfreimd is een plaats in de Duitse deelstaat Beieren, en maakt deel uit van het Landkreis Schwandorf.
Pfreimd telt 5.301 inwoners.
Altendorf ·
Bodenwöhr ·
Bruck i.d.OPf. ·
Burglengenfeld ·
Dieterskirchen ·
Fensterbach ·
Gleiritsch ·
Guteneck ·
Maxhütte-Haidhof ·
Nabburg ·
Neukirchen-Balbini ·
Neunburg vorm Wald ·
Niedermurach ·
Nittenau ·
Oberviechtach ·
Pfreimd ·
Schmidgaden ·
Schönsee ·
Schwandorf ·
Schwarzach b.Nabburg ·
Schwarzenfeld ·
Schwarzhofen ·
Stadlern ·
Steinberg am See ·
Stulln ·
Teublitz ·
Teunz ·
Thanstein ·
Trausnitz ·
Wackersdorf ·
Weiding ·
Wernberg-Köblitz ·
Winklarn